# 動物磁気説

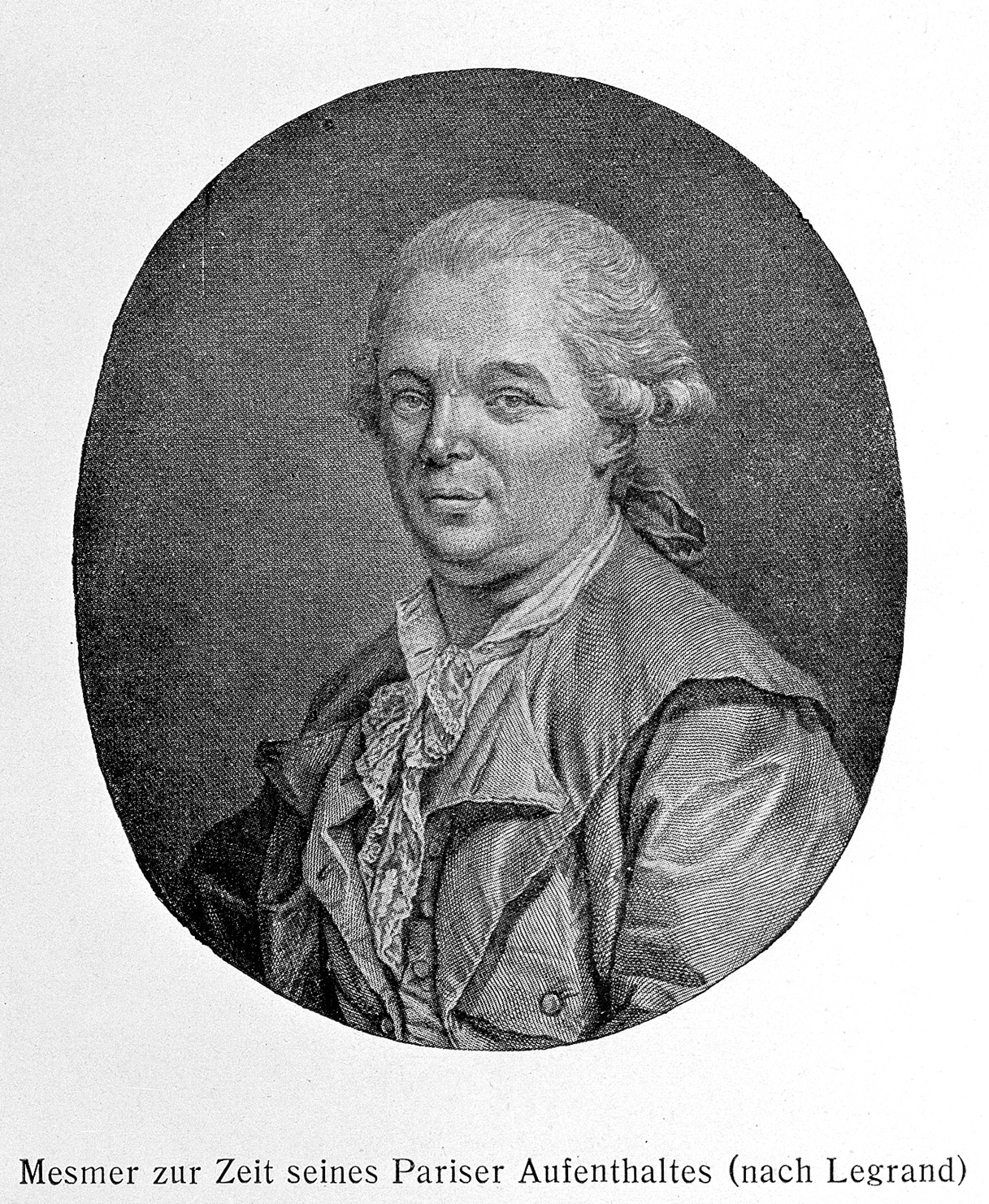
メスメリズムの語源でもあるフランツ・アントン・メスメルの肖像画

動物磁気説（どうぶつじきせつ、Animal magnetism）またはメスメリズム（mesmerism）とは、18世紀のドイツ人医師フランツ・アントン・メスメルが主張した、人間や動物、さらに植物も含めたすべての生物が持つとされる目に見えない自然の力（Lebensmagnetismus）に関する学説のこと。メスメルは空間には磁性を帯びた不認知の流体が存在するとし、このうち生体内を貫流したものを動物磁気と名付けた。そして、当時病因が不明であったヒステリーといった病気が動物磁性の不均衡によって生じると考え、この学説に基づき、施術者が患者に磁気を与えるという治療術を実践した。メスメルと治療術は当時のヨーロッパにおいて高い名声を誇り、専門の学会が作られ、磁気師と呼ばれる多くの施術者も生み出した。しかし、メスメルは動物磁気の科学的立証に失敗し、当時においては既にメスメルの理論自体は否定されていた。ただ、治療術自体は何らかの成果があると見なされて研究は続き、やがて催眠術や催眠療法へと発展する。
19世紀に生気論（vitalism）は、欧米で多数の信奉者を生み出し普及した。専門医はメスメリスト（mesmerists）よりもマグネタイザー（magnetizers、＝磁気師）と呼ばれることが多かった。1779年に登場してから約75年間、医学の重要な専門分野とみなされ、さらに50年間影響力を持ち続けた。1766年から1925年にかけて何百冊もの専門書が刊行されたが、今日ではほとんど忘れ去られている。一部の国ではメスメリズムは依然として代替医療の一形態として実践されているが、医学的には認められていない。

## メスメルによる学説と治療の実践
動物磁気説（Animal magnetism）の大本はドイツ人医師のフランツ・アントン・メスメルが18世紀に提唱したものである。
古来より磁石は空間を隔てて作用し、物と物との間に働く目に見えない力としてよく知られていた。また、当時の科学常識としてエーテル仮説のように空間には不認知の流体が満たされていると考えられていた。メスメルは、この流体を磁気に似た性質を持つ「磁気流体（magnetic fluid）」（現代における磁性流体のことではない）と仮定し、生物も含めた物質内を貫流し、生体相互で作用しているとした。この時、生物の体内に滞在する流体を「動物磁気（animal magnetism）」と名付けた。その上でメスメルは体内においてこの磁気に不均衡が生ずると病気になると考え、これを均衡化させることが当時治療法が不明であった病気の治療になると着想した。1774年にメスメルは、ヒステリーを患っていたフランシスカ・エスターリンの治療の一環として、鉄分を含む調合剤を飲ませた後、身体のあちこちに磁石をつけ「人工的な干満」を起こした。彼女は体内を流れる不思議な液体の流れを感じたと言い、数時間後に症状が緩和された。しかし、メスメルはこれは磁石で治療されたのではなく、自分の体内に蓄積された動物磁気を彼女に与えた結果だと捉えた。以後、メスメルは磁石を使わず、動物磁気の訓練を受けた者が患者に按手など行い、自らの磁気を与えることで治療ができるという学説を唱え、また実践した。
動物磁気に基づく治療法とは、具体的には治療者が自らの磁気を患者に当てることで、あえて患者の体内の磁気を乱し、それによって磁気を均衡させ、治療するというものであった。この患者の磁気を乱した際に、相手に痙攣や失神が起こり、これを「crisis」と称した。初期においてメスメルは個人を相手に治療したが、これはまず患者の前に座り、膝を相手の膝につけ、両手でその親指を抑え、また目をじっと見つめる。肩から腕に沿って手を動かし、患者の季肋部（横隔膜の下あたり）に指を押し当て、時には何時間も手を当て続ける。多くの患者は特異な感覚を覚えたり、上記の「crisis」が起こり、これを治療の成功とした。治療の最後にはガラス製のアルモニカという楽器の演奏で締めくくることもあった。
1780年になるとメスメルは個人で治療しきれないほどの患者を抱え、「baquet」という集団治療法を確立した。この治療法を観察したイギリスの医師は以下のように記録している。
メスメルとその治療法は当時のフランスで広く知られることになるが、後述のように1784年にルイ16世の勅命を受けたフランス王立委員会は「磁気流体」を否定し、また同時期にプロイセンのハインリヒ大公（フリードリッヒ大王の弟）の前で行なった治療実演の失敗によってメスメルは凋落し、姿を消す。その後、動物磁気説の理論はピュイゼギュール侯爵やファリア神父に引き継がれ、最終的にはジェイムズ・ブレイドによって催眠術として学問的に確立した。

## 語源と定義

### マグネタイザー（Magnetizer）
マグネタイザー（magnetizer、＝磁気師）ないしメスメライザー（mesmerizer）という用語は、動物磁気を研究し、実践する人を指す。これら用語、呼び名はメスメリスト（mesmerist、＝催眠術師）やマグネティスト（magnetist、＝磁気学者）とは明白に区別され、こちらの場合には動物磁気説やその支持者に対する批判者という意味合いを持つ。あるいはヒプノティスト（hypnotist、＝催眠術師）やヒプノシス（hypnosis、＝催眠術）とも区別される。
マグネタイザーの語源は、フランス語の "magnétiseur" （メスメリズムを用いる）に由来し、さらにこの単語は同言語の動詞 "magnétiser" に由来する。この用語は、メスメルが提唱した磁気による効果に類似していると考えられていた「磁気流体（magnetic fluid）」を操作し、他者に影響を与えることができる力を持つ人物のことを指した。例えば、アントワーヌ・ジョゼフ・ゴルサスは「マグネタイザーとは生命力の導師（イマーム）である」と表現した。

### メスメリズム（Mesmerism）
イギリスのマグネタイザーの間で、自分たちの臨床技術を「メスメリズム」と呼ぶ風潮が現れた。これは自分たちの動物磁性の理論と「磁気流体」に基づく理論とを区別したかったためである。当時のマグネタイザー達は磁気流体と考えられていたものを操作しようとし、時に彼らはそれを「手の上に置く（按手）」ことを試みた。この結果、激しい熱、震え、トランス、発作などの症状が現れたことが報告されている。
フランスの医師・解剖学者・婦人科医・物理学者であったジョゼフ・フィリップ・フランソワ・ドゥルーズなど、多くの医者は科学的なアプローチをとっていた。彼の弟子の一人であるテオドール・レジェ（Théodore Léger）はメスメルに由来する「メスメリズム」という名称は「最も不適切」だと断じている。1846年までに化学者ルイージ・ガルヴァーニに由来する化学的作用で発生した電流を意味する「ガルヴァニズム（galvanism）」の語が、「電気（electricity）」に置き換わったことに着目して、レジェはその年に次のように書いた。

## フランス王立委員会による検証
1784年、ルイ16世に任命された2つのフランス王立委員会は、メスメルの磁気流体説を科学的に立証しようと研究を始めた。科学アカデミーの委員会には、Majault、ベンジャミン・フランクリン、ジャン＝シルヴァン・バイイ、Jean-Baptiste Le Roy、Sallin、Jean Darcet、de Borey、ジョゼフ・ギヨタン、アントワーヌ・ラヴォアジエらも参加していた。王立医学協会の委員会は、Poissonnier、Claude-Antoine Caille、Mauduyt de la Varenne、Andry、アントワーヌ・ローラン・ド・ジュシューで構成されていた。
委員会はメスメルが主張した治療法が実際に治癒効果があるものであることには同意したが、彼が主張する「磁気流体（magnetic fluid）」の存在を示す証拠はなく、その効果は被験者の思い込みの産物か偽医者に由来するものと結論づけた。

### 1826年の調査報告
一世代後の1826年に、パリ王立医学アカデミーは多数決によって別の調査委員会を立ち上げ、メスメリズムの効果と臨床的可能性を研究した。ただし、メスメルが提唱した磁気流体の存在証明を確立しようとはしなかった。その報告書には以下のような文言がある。
結論部ではこう述べられている。

## メスメリズムと催眠術

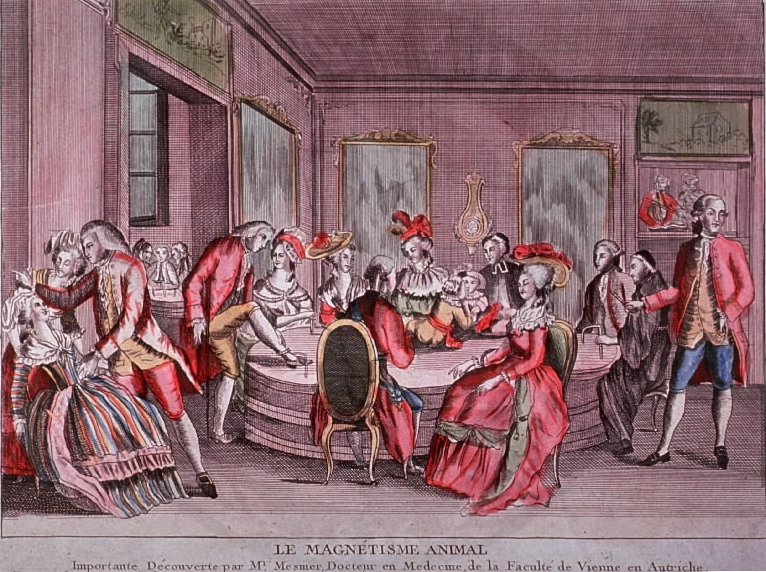
「Baquet」。大きなテーブルの周りにたくさん人がいる応接室の絵。松葉杖をついた男は足首に鉄の帯を巻いている。グループの他のメンバーたちも同様に手をつないでいる。左側では男が女を磁化している。（1780年）

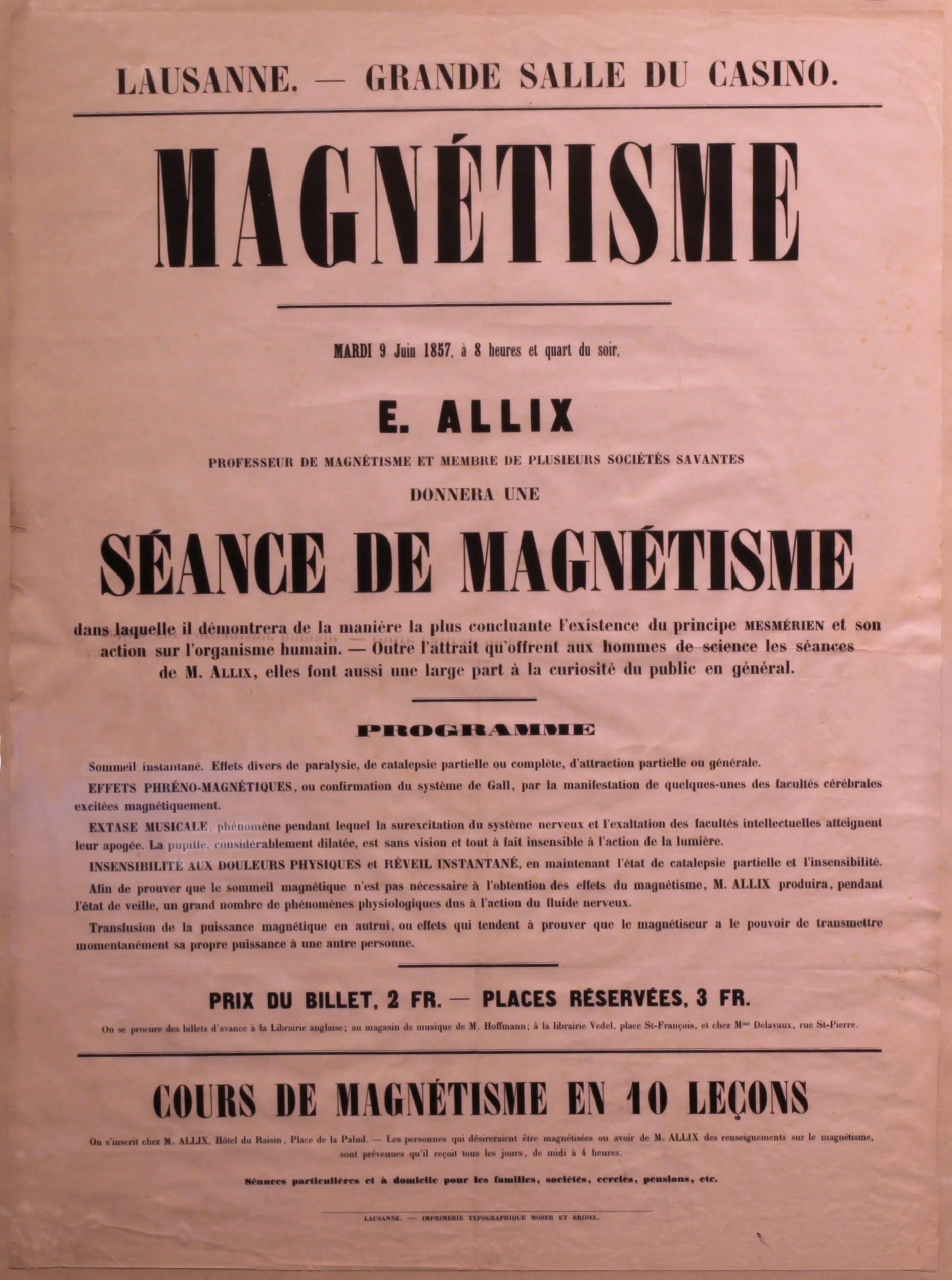
1857年の広告ポスター。瞬間的な睡眠や麻痺の影響、部分的または完全な強硬症、部分的または完全な魅了など、様々な効果が謳われている。他に「フレノス-磁気効果（中略）音楽的エクスタシー（中略）身体の痛みに対する鈍感と即座の覚醒（中略）他社への輸磁（磁力の輸血）」とある。

### ファリア神父と「東洋の催眠術」
ファリア神父は、メスメルの弟子の一人で、王立委員会の結論を受けてメスメルの研究を続けた。19世紀初頭、ファリア神父は東洋の催眠術をパリに紹介し、「トランスなどのメスメリズム現象の発生理由に特別な力は必要なく、決定的な原因は被験者自身の中にある」こと、つまり、純粋に暗示の力で作用することを証明する実験を行なった。

### ブレイドと「催眠術」
催眠術（Hypnotism）はスコットランドの外科医ジェイムズ・ブレイドによる造語であり、1841年にシャルル・ラフォンティーヌがマンチェスターで行なった「動物磁気」の興行に影響を受けている。ブレイドは1851年に書いた文章の中で、メスメリストたちが生み出したとされる一種の「高次の現象」は、催眠術に必要ないと断言している。

### 「メスメリズム」と「催眠術」
メスメリズムと呼ばれる理論や実証は非常に多岐にわたるが、「メスメリズム」と「催眠術」には、どのような定義があっても、研究によって実質的に大きな違いがあるとされている。

## 生体流体と動物磁気
1791年にロンドンで発行された出版物には、メスメルの生体流体（vital fluid）の理論が説明されている。
1790年に編集者ジョン・ピアソンが発表した一連の手紙の匿名の筆者によれば、動物磁気は嘔吐から「crisis」と呼ばれるものまで幅広い効果があるという。この治療法（「crisis」の誘発）の目的は、病気の原因となっている体液系の免疫システムの障害を取り除くというものであり、その手段として身体にショックを与えて痙攣させることであった。さらに動物磁気説の匿名の支持者は、「crisis」が2つの効果を生み出すと主張した。1つ目は「磁気の影響によって自我を消失した個人は、感覚があるように見えても、説明可能な生物ではなくなる」、そして2つ目には「驚くべき」状態があり、それは「（磁化された）対象者に与えられた（中略）すなわち、完全で遮るもののない視界（中略）言い換えれば、すべての不透明さが取り除かれ、すべての物体は光り輝き透明になる」状態である。「crisis」状態の患者は、身体の中を見通すことができるようになり、自分自身や他の患者の病気の原因を発見することができると信じられていた。
1784年にピュイゼギュール侯爵がヴィクトルという青年を奇跡的に治療できたのは、この「crisis」に基づく治療法であったとされた。侯爵はヴィクトルに催眠術をかけることができたと言われており、術中のヴィクトルは明瞭に話すことができ、自分の病気を診断することができたと伝えられている。
ジェイコブ・メロ（Jacob Melo）はその著書の中で、動物磁気がどのように作用していると考えられているのか、そのメカニズムのいくつかを紹介している。

## ロマン主義時代における懐疑論
動物磁気の研究の隆興によってフランスでは調和学会（la Société de l'harmonie）が設立され、その技術を学びたい者は会費を払って入会した。例えば、パリの哲学的調和学会の会員であったジョン・ベル博士は、同学会からイギリスでの動物磁気の講義や指導を行う資格を与えられていた。このような学会の存在は動物磁気を秘伝の技術に変え、実践者や講師は金銭的な利益に基づいて技術の教授がなされるべきであり、無料で他者にその技術を公開することは不公平である、というような考えに侵食されていった。こうした秘密主義の強まりは、動物磁気に対する懐疑的な見方をもたらしたが、その支持者や実践者は誰もが簡単に技術を取得することができるとアピールしていた。
動物磁気の普及は、ロマン主義時代の新聞雑誌や劇場で非難されて嘲笑の的であった。演劇的な狂言やペテンであるとみなされていた。ある1790年の出版物には、編集者が動物磁気の熱心な支持者が書いた一連の手紙を紹介した上で、次のような自分の見解を付記した。「狂信者がこれほど荒唐無稽な考えを漏らしたことはない。マグネタイザーの連中よりも、これほど馬鹿げた受け売りの保証や現実離れした治療法の歴史を語る厚かましい経験主義者はいない」。
イギリスの小説家であり劇作家でもあったエリザベス・インチボルドは1780年代後半にその名も「動物磁気」という名の滑稽芝居を書いた。複数の三角関係と動物磁気の不条理を中心に展開されている筋書であった。次の一節は、動物磁気の資格しかない者の医療能力を嘲笑している。
動物磁気による治療だけではなく、磁気を使って患者に自分への恋愛感情を抱かせようとする医者の執着をインチボルドはユーモラスで軽快な物語に仕立て上げたが、この劇はこうした行為が脅威であることを社会が認識していることに言及していたことを示している。
デ・マイナンデュック（De Mainanduc）は、1787年に動物磁気をイギリスに持ち込み、社会的に広めた。1785年には、イギリスの女性たち向けに「健康学会」の設立を提案し、これによって金銭を支払って彼の治療に参加し、楽しむことになった。人気と懐疑の両方が高まるにつれ、動物磁気が女性の性的搾取に繋がると確信する人が増えていった。動物磁気は身体に手を触れるという密接で個人的な接触を伴うという話だけではなく、動物磁気師が女性に催眠術をかけ、自由にコントロールできるのではないかと心配されていた。
教会ではメスメリズムを一部認める布告もしていた。

## 政治的影響
1790年代のイギリスでは、フランス革命をきっかけとした内政干渉に対して、一部の急進派が動物磁気を単なる道徳的脅威ではなく、政治的な脅威であるとして利用していた。サミュエル・テイラー・コールリッジは、政府の抑圧に対して社会に警告する多くの講演の中で、次のように書いている。
大物政治家や権力者が一般民衆に対して動物磁気を使用していると急進派たちは非難していた。
歴史家のロイ・ポーターは論文「Under Influence: Mesmerism in England」の中で、フランス人が動物磁気を使ってイギリスを侵略しているとJames Tilly Matthewsが示唆していたことを指摘している。マシューズは、「磁気スパイ」がイングランドに侵入し、動物磁気の波動を用いて政府や国民を服従せしめようとしていると考えていた。このような外国からの影響による侵略は過激な脅威と認識されていた。

## スピリチュアル・ヒーリングの実践
イェーツによれば、メスメリズムは世界各地で人間の深遠な病気を治療するための治療介入として用いられ、また家畜や農場、サーカス、動物園といった動物の治療にも用いられてきた。
ロマン主義の時代にはメスメリズムは精神的・宗教的な文脈で熱狂を生み、また恐怖心も刺激した。医療行為としては多くの人々から信用されていないが、精神的な癒しの場を作り出した側面があった。動物磁気学者の中には、「動物磁気から得られる物理的な利益よりも、むしろ精神的な利益」を強調して宣伝し、それに感化された者たちから優良な顧客を集めることができた者もいた。
ヨハン・ペーター・ランゲやアラン・カルデックなどの研究者の中には、イエスは最も偉大な磁気師であり、彼の奇跡の源は動物磁気であったと示唆する者もいた。しかし、ジョン・キャンベル・コルクホーンやメリー・ベーカー・エディのような作家たちから、このような比較は非難を受けた。特にエディは「道徳的及び肉体的な死に繋がる」とまで主張した。

## 現代
20世紀に入っても動物磁気に関する研究は散発的に行われており、その成果が発表されている。例えばベルナール・グラッドは「（ハンガリー人の）オスカー・エステバニーという評判のある治療師」を観察し、いくつかの論文を書いている。